# Гірська нільтава
Гірська нільтава (Cyornis) — рід горобцеподібних птахів родини мухоловкових (Muscicapidae). Представники цього роду мешкають переважно в Південно-Східній Азії.

## Види
Виділяють тридцять шість видів:
- Нільтава темновола (Cyornis hainanus)
- Нільтава лазурова (Cyornis unicolor)
- Нільтава західна (Cyornis ruckii)
- Нільтава синьовола (Cyornis herioti)
- Нільтава індійська (Cyornis pallidipes)
- Нільтава бліда (Cyornis poliogenys)
- Нільтава таїландська (Cyornis whitei)[7]
- Нільтава гірська (Cyornis banyumas)
- Cyornis montanus[8]
- Нільтава гімалайська (Cyornis magnirostris)[9][10][11]
- Нільтава палаванська (Cyornis lemprieri)
- Нільтава вохристовола (Cyornis tickelliae)
- Нільтава індокитайська (Cyornis sumatrensis)[12]
- Нільтава великодзьоба (Cyornis caerulatus)
- Нільтава борнейська (Cyornis superbus)
- Нільтава синьоголова (Cyornis rubeculoides)
- Нільтава китайська (Cyornis glaucicomans)[13][14]
- Нільтава блакитногорла (Cyornis turcosus)
- Нільтава мангрова (Cyornis rufigastra)
- Нільтава атолова (Cyornis djampeanus)[15]
- Cyornis omissus[16]
- Нільтава гіацинтова (Cyornis hyacinthinus)
- Нільтава целебеська (Cyornis hoevelli)
- Нільтава мінгаська (Cyornis sanfordi)
- Джунглівниця флореська (Cyornis oscillans)
- Cyornis stresemanni[17]
- Джунглівниця північна (Cyornis brunneatus)
- Джунглівниця нікобарська (Cyornis nicobaricus)[18]
- Джунглівниця оливкова (Cyornis olivaceus)
- Джунглівниця сіровола (Cyornis umbratilis)
- Cyornis ruficrissa
- Джунглівниця рудохвоста (Cyornis ruficauda)
- Cyornis ocularis
- Джунглівниця сулуйська (Cyornis colonus)
- Джунглівниця пелензька (Cyornis pelingensis)[19]

Більшу частину цих видів раніше відносили до роду Нільтава (Niltava). Також за результатами молекулярно-філогенетичного дослідження 2010 року до цього роду було переведено низку видів з розформованого роду Джунглівниця (Rhinomyias) Ще чотири види. яких раніше відносили до роду Джунглівниця були перевенені до відновленого роду Vauriella.
Білохвосту нільтаву раніше відносили до роду Cyornis, однак за результатами молекулярно-генетичного дослідження, результати якого були опубліковані у 2021 році, її було переведено до новоствореного монотипового роду Leucoptilon.

## Етимологія
Наукова назва роду Cyornis походить від сполучення слів дав.-гр. κυανος — синій і ορνις — птах.